# カゼノコ
カゼノコ（英字名：Kazenoko）は、日本の競走馬、誘導馬である。2014年ジャパンダートダービーに優勝し、この年上半期の日本3歳馬ダート部門で首位にランキングされた。

## 経歴
祖母のユキノサクラ、母のタフネススターと3代にわたり、馬主は橳嶋孝司である。タフネススターは橳嶋の所有馬としては唯一の活躍馬だったが、その子であるカゼノコが橳嶋にとっての2頭目の活躍馬となった。

### デビュー以来7戦未勝利
カゼノコは母のタフネススターと同じ栗東の藤岡範士厩舎に入厩した。8月の函館開催の新馬戦でデビューするが、12月まで芝を5戦して3着が最高の成績で2013年シーズンを終えた。年が明けからはダート戦を使ったが、2月まで2戦して2着が最高の成績だった。

### 転厩
その2月に調教師の藤岡が定年で引退となり、カゼノコは野中賢二調教師が引き受けることになった。野中は調教師免許を取得する以前は藤岡厩舎で厩務員・調教助手を務めており、タフネススターの現役時代の調教を担当していた。
カゼノコは3歳になってからのダート戦で成績が安定するようになっていたが、野中調教師はカゼノコがダート向きとはみなしていなかった。母のタフネススターは芝で良績を残しており、カゼノコがダートで成績が安定するのはカゼノコの性格に問題があると考えていた。そのため、ひとまず未勝利戦を勝ち上がった後は芝の重賞、毎日杯に挑戦したが、スタートで出遅れてほぼ終始最後方のまま10着に敗れた。

### ダートで連勝
性格的にダートが向いていると判断した野中は、これ以後カゼノコをダート戦に出すことにした。条件戦を勝ったのち、2014年に新設されたばかりの3歳オープン競走である鳳雛ステークスに登録した。カゼノコは3.9倍で2番人気で出走し、11頭中、後方3番手から進んだ。スローペースで逃げたアスカノロマンが最終コーナー手前でスパートして後続を突き放し、そのまま逃げ切る展開になったが、カゼノコは大きく外を回って追い込むと一気にアスカノロマンを差し切って逆に1馬身1/4差をつけて勝った。この鳳雛ステークスでカゼノコは104ポイントのレーティングを獲得した。なお、このときマークした上がり3ハロンタイム35.4について、丹下日出夫は、3ハロンのラップ全てが推定11秒台でそのラップもゴールに近いほど速いと指摘し「破壊力圧巻」と評している。

### ジャパンダートダービー
この年のダート路線では、地方競馬所属のハッピースプリントが一部では怪物と称されるほどの躍進をしていた。ハッピースプリントは前年に2歳馬ながら地方競馬の年度代表馬に選ばれ、3歳になったこの年は羽田盃、東京ダービーと勝ち進み、13年ぶりの新南関東三冠 に王手をかけていた。ハッピースプリントは羽田盃で5馬身差、東京ダービーで4馬身差と後続を大きく離しており、三冠目となるジャパンダートダービーでも単勝1.4倍と本命視されていた。
カゼノコはこれに次ぐ2番人気（5.1倍）となった。この世代では、ジャパンダートダービーの重要な前哨戦の一つである兵庫チャンピオンシップに優勝したエキマエが日本ダービーで骨折、競走中止となったり、ダート路線の有力馬と目されていたアジアエクスプレスが前哨戦のユニコーンステークスで大敗して 戦列を離れ てしまい（ただし、アジアエクスプレスを管理する手塚師は、ユニコーンステークスの前に、ジャパンダートダービーについてナイターなどを理由にあげ「あまり使う気にならない」と述べていた。）、兵庫チャンピオンシップで2着だったランウェイワルツが3番人気（7.9倍）になった。
当日は台風の影響で強い雨のもとでの競走になった。東京ダービーでも逃げた浦和所属のエスティドゥーラ（最低人気）がスタートから先頭を奪ったが、青竜ステークスを勝ってきたノースショアビーチ（5番人気）がこれを追いかけ、ハッピースプリントもこれに続いた。一方、カゼノコはスタート直後に不利があり、出走馬13頭の最後方の位置取りになった。
ゴールまで残り800メートルを過ぎると第3コーナーにさしかかり、エスティドゥーラは脱落した。ノースショアビーチが先頭にかわり、差のない2番手にハッピースプリントが並んで第4コーナーをまわった。カゼノコもコーナーで追い上げ、中団で直線を迎えた。ゴールまで残り200メートルでようやくハッピースプリントが先頭に出た。羽田盃や東京ダービーではここから後続を引き離したが、この日は外からフィールザスマート（6番人気）とカゼノコらが追い込んできて、ハッピースプリントの独走にはならなかった。ハッピースプリントは馬場の中央を進んで逃げこみをはかったが、外から差してきたカゼノコと馬体が並んだところがゴールで、写真判定によってカゼノコがハナ差で勝利をものにした。さらに半馬身差の3着にはフィールザスマートが入った。
カゼノコの優勝は、馬主歴30年の橳嶋や生産者の田中、管理する野中調教師のそれぞれにとって、初のG1・Jpn1制覇となった。またカゼノコの父アグネスデジタルも、これが初のG1・Jpn1勝ち産駒となった。

### 2014年秋季
ジャパンダートダービーのあと、カゼノコは秋のJBCクラシックを目標に調教が行われた。調整は順調にすすみ、300メートルの直線走路のある盛岡競馬場は、カゼノコの競走スタイルに合うとして野中調教師も期待を寄せていた。
JBCクラシック当日は16頭中、6番人気（13.8倍）の評価を受けた。前年のジャパンダートダービーの優勝馬クリソライトが前哨戦の日本テレビ盃を7馬身差で勝って本命（2.8倍）になり、帝王賞優勝馬ワンダーアキュートが3.5倍の2番人気となった。フェブラリーステークス（G1・1600メートル）やかしわ記念（G1・1600メートル）を連勝したコパノリッキーは2000メートルはやや長いとみられて3番人気だった。
スタートするとすぐにコパノリッキーが先頭に立ち、人気上位馬はみなこれを追いかけた。カゼノコは後ろから2番めの位置につけた。コパノリッキーはハイペースで逃げ、そのまま後続を振り切って、従来のレコードを1.1秒更新するコースレコードで優勝した。上位5着までは、最初からコパノリッキーを追いかけた人気馬がそのまま入った。カゼノコは後方のまま、最終コーナーからスパートし、最後の3ハロン（600メートル）に限れば全出走馬の中でもっとも良いタイムだったものの、勝ち馬からは2.3秒離された7着に終わった。レース後、野中調教師は位置取りが後ろ過ぎたことを認めた。一方、春と比べて成長が見られないという評価も行われている。レース後のカゼノコのレーティングは96である。
続くチャンピオンズカップは、人気を落とし14番人気での出走となった。レースは後方2番手から競馬となったが、スローペースで前が残る展開となり、メンバー中2位の上がり3ハロン35.8の脚で追い上げたものの勝ち馬から0.6差の7着に終わった。レース後、手綱を取った秋山は「もう少し流れて欲しかった」と語った。

### 2015年以降

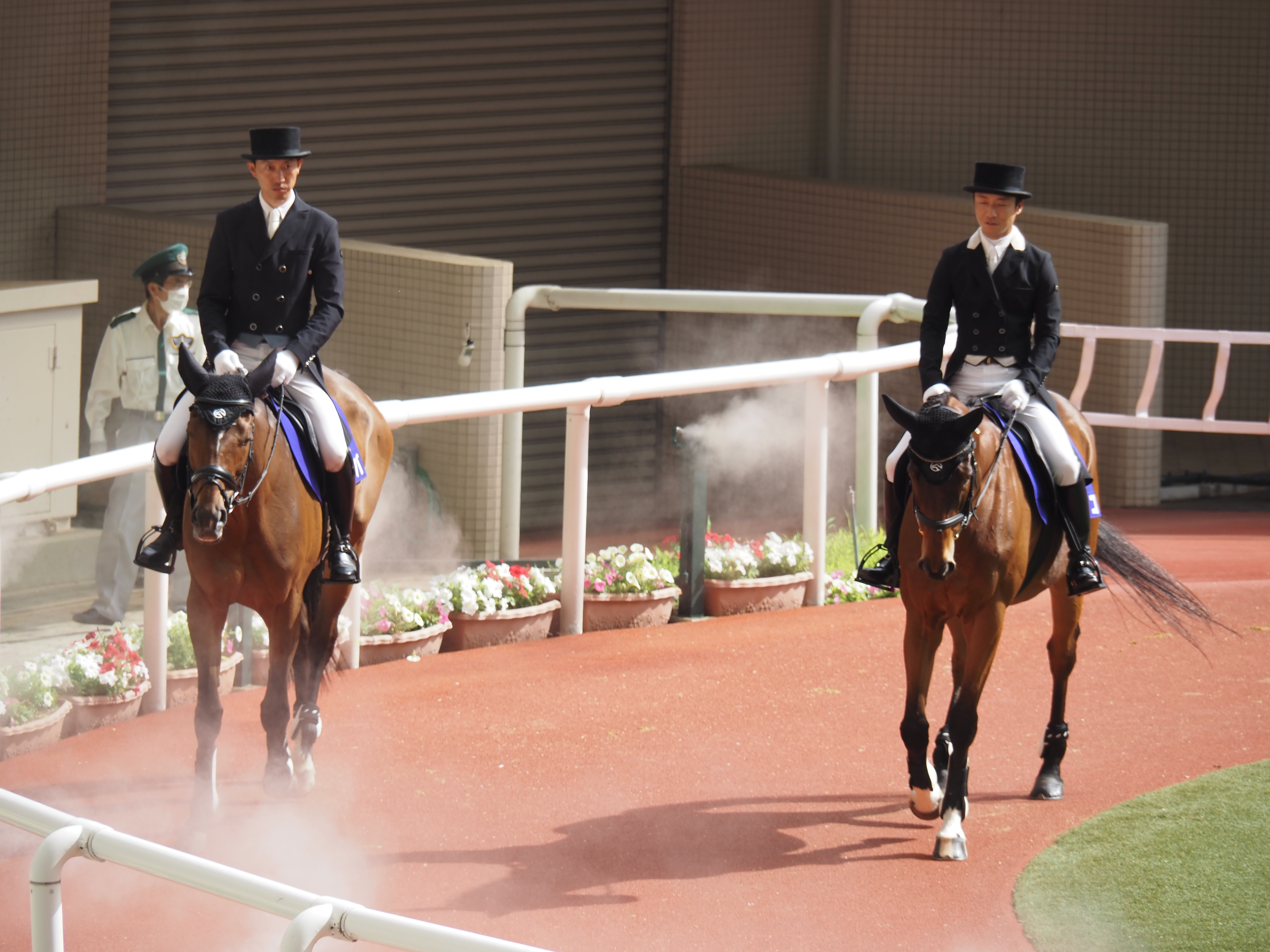
誘導馬としてのカゼノコ（右）
2023年阪神競馬場

年明け初戦は川崎記念で3番人気での出走となった。ここ数戦よりも前目の7番手から単勝元返しの人気となったホッコータルマエをマークする形で二周四角では3番手に押し上げ、直線で抜け出した同馬を追ったが、交わせず3/4馬身差の2着だった。次走のフェブラリーステークスでは出遅れがあり8着。続くオープンのハンデ戦・ブリリアントステークスでは58kgを背負わされた影響で、4着に敗れた。
秋初戦のブラジルカップは前走と同条件で7着。叩き2戦目のみやこステークスでは秋山とのコンビが復活、前2走と同じく58kgでの出走であったが、右回りへ替わる事を好材料視する声が関係者から戦前に出ており、レースでも道中後方からメンバー中最速の上がり3ハロンタイムで追い込み、僅差の2着と好走した。なお、同レースには同血馬の従兄弟モンドクラッセも出走しており、2番人気に推されたが7着に終わっている。年末の名古屋グランプリではアムールブリエの3着となった。
2016年以降はまれに好走はするも勝ち星を挙げることなく、2019年11月20日付けで競走馬登録を抹消し、現役を引退した。引退後は馬事公苑で乗馬となったのち、阪神競馬場で誘導馬を務めた。

## 評価
2014年上半期を終えた時点で、全日本合同フリーハンデとJPNサラブレッドランキングのいずれも、カゼノコを3歳ダート部門の首位と評価した。
ジャパンダートダービーのレースレートは108.75で、これは2001年にレーティングが行われるようになって以来の最高値であり、この競走が過去14年で最も高いレベルの争いだったことを示している。優勝したカゼノコのレーティングは110で、これは過去のこの競走の優勝馬としては平均的な値である（過去最高は2002年のゴールドアリュールで115ポイント）。羽田盃と東京ダービーの勝利でハッピースプリントが獲得していた111よりも低いものであるが、ハナ差とはいえそのハッピースプリントを下したカゼノコは、最終的に上半期のフリーハンデで1ポイント上位とされた。全日本合同フリーハンデでは、こうしたランキングでは同値で首位に複数の馬が並ぶのを避け、1頭だけを首位として選ぶ原則があるためにこうした結果になったと解説している。
フリーカメラマンの高橋章夫は、ジャパンダートダービー直前の野中賢二調教師へのインタビュー記事で、カゼノコを「現代のダート馬には珍しい超が付く決め手を持つ」と評していた。

## 競走成績
以下の内容は、netkeiba.comの情報 に基づく。
| 競走日     | 競馬場 | 競走名            | 格    | 距離（馬場）  | 頭 数 | 枠 番 | 馬 番 | オッズ （人気） | 着順 | タイム （上り3F） | 着差 | 騎手        | 斤量 [kg] | 1着馬（2着馬）         | 馬体重 [kg] |
| ---------- | ------ | ----------------- | ----- | ------------- | ----- | ----- | ----- | --------------- | ---- | ----------------- | ---- | ----------- | --------- | ---------------------- | ----------- |
| 2013.08.03 | 函館   | 2歳新馬           |       | 芝1200m（良） | 13    | 1     | 1     | 010.50（4人）   | 03着 | 01:11.5（35.8）   | -0.4 | 0菱田裕二   | 53        | タカミツスズラン       | 448         |
| 0000.08.31 | 函館   | 2歳未勝利         |       | 芝1200m（稍） | 16    | 6     | 11    | 004.70（2人）   | 11着 | 01:16.2（39.3）   | -2.7 | 0菱田裕二   | 53        | シュヴァリエ           | 452         |
| 0000.11.09 | 京都   | 2歳未勝利         |       | 芝1600m（良） | 13    | 5     | 7     | 029.60（5人）   | 05着 | 01:36.1（34.8）   | -0.7 | 0武豊       | 55        | オリハルコン           | 454         |
| 0000.12.01 | 中京   | 2歳未勝利         |       | 芝1600m（良） | 16    | 3     | 6     | 005.70（2人）   | 03着 | 01:36.9（35.0）   | -0.4 | 0秋山真一郎 | 55        | ペイシャフェリス       | 458         |
| 0000.12.22 | 阪神   | 2歳未勝利         |       | 芝1600m（稍） | 18    | 4     | 8     | 026.70（7人）   | 09着 | 01:37.4（36.2）   | -1.7 | 0秋山真一郎 | 55        | サトノルパン           | 458         |
| 2014.01.18 | 京都   | 3歳未勝利         |       | ダ1800m（良） | 16    | 7     | 14    | 007.30（2人）   | 03着 | 01:54.6（37.6）   | -0.3 | 0太宰啓介   | 56        | アムールブリエ         | 464         |
| 0000.02.23 | 京都   | 3歳未勝利         |       | ダ1800m（良） | 15    | 1     | 2     | 003.80（2人）   | 02着 | 01:53.7（37.2）   | -0.2 | 0秋山真一郎 | 56        | モズスター             | 468         |
| 0000.03.16 | 阪神   | 3歳未勝利         |       | ダ1800m（稍） | 16    | 4     | 7     | 001.30（1人）   | 01着 | 01:55.8（38.0）   | -0.1 | 0秋山真一郎 | 56        | （フェイマスエンド）   | 460         |
| 0000.03.29 | 阪神   | 毎日杯            | GIII  | 芝1800m（良） | 14    | 3     | 3     | 159.1（13人）   | 10着 | 01:48.4（35.8）   | -1.7 | 0武幸四郎   | 56        | マイネルフロスト       | 458         |
| 0000.05.10 | 京都   | 3歳500万下        |       | ダ1800m（良） | 9     | 3     | 3     | 004.80（3人）   | 01着 | 01:52.7（36.6）   | -0.2 | 0秋山真一郎 | 56        | （エノラブエナ）       | 454         |
| 0000.05.25 | 京都   | 鳳雛S             | OP    | ダ1800m（良） | 11    | 7     | 9     | 003.90（2人）   | 01着 | 01:52.2（35.4）   | -0.2 | 0北村友一   | 56        | （アスカノロマン）     | 450         |
| 0000.07.09 | 大井   | ジャパンDダービー | JpnI  | ダ2000m（稍） | 13    | 7     | 10    | 005.10（2人）   | 01着 | 02:03.9（36.5）   | -0.0 | 0秋山真一郎 | 56        | （ハッピースプリント） | 454         |
| 0000.11.03 | 盛岡   | JBCクラシック     | JpnI  | ダ2000m（重） | 16    | 2     | 3     | 013.80（6人）   | 07着 | 02:03.1（34.7）   | -2.3 | 0秋山真一郎 | 55        | コパノリッキー         | 455         |
| 0000.12.07 | 中京   | チャンピオンズC   | GI    | ダ1800m（良） | 16    | 7     | 13    | 066.0（14人）   | 07着 | 01:51.6（35.8）   | -0.6 | 0秋山真一郎 | 56        | ホッコータルマエ       | 458         |
| 2015.01.28 | 川崎   | 川崎記念          | JpnI  | ダ2100m（重） | 12    | 8     | 11    | 015.40（3人）   | 02着 | 02:17.0（39.2）   | -0.1 | 0秋山真一郎 | 56        | ホッコータルマエ       | 452         |
| 0000.02.22 | 東京   | フェブラリーS     | GI    | ダ1600m（重） | 16    | 3     | 5     | 016.60（7人）   | 08着 | 01:36.8（36.2）   | -0.5 | 0浜中俊     | 57        | コパノリッキー         | 454         |
| 0000.05.10 | 東京   | ブリリアントS     | OP    | ダ2100m（良） | 16    | 2     | 4     | 004.80（2人）   | 04着 | 02:10.8（36.5）   | -0.5 | 0浜中俊     | 58        | ドコフクカゼ           | 458         |
| 0000.10.25 | 東京   | ブラジルC         | OP    | ダ2100m（良） | 15    | 8     | 14    | 009.90（2人）   | 07着 | 02:11.3（36.5）   | -0.7 | 0柴山雄一   | 58        | ドコフクカゼ           | 462         |
| 0000.11.08 | 京都   | みやこS           | GIII  | ダ2100m（不） | 11    | 4     | 4     | 017.40（6人）   | 02着 | 01:47.8（35.5）   | -0.0 | 0秋山真一郎 | 58        | ロワジャルダン         | 462         |
| 0000.12.23 | 名古屋 | 名古屋グランプリ  | JpnII | ダ2500m（稍） | 12    | 5     | 5     | 002.40（1人）   | 03着 | 02:46.2（37.7）   | -0.5 | 0秋山真一郎 | 58        | アムールブリエ         | 462         |
| 2016.01.27 | 川崎   | 川崎記念          | JpnI  | ダ2100m（良） | 13    | 4     | 4     | 012.70（4人）   | 05着 | 02:15.9（38.3）   | -1.8 | 0秋山真一郎 | 57        | ホッコータルマエ       | 456         |
| 0000.10.01 | 阪神   | シリウスS         | GIII  | ダ2000m（稍） | 11    | 6     | 7     | 020.20（6人）   | 05着 | 02:02.6（36.2）   | -0.9 | 0北村友一   | 58        | マスクゾロ             | 458         |
| 0000.11.06 | 京都   | みやこS           | GIII  | ダ1800m（良） | 16    | 2     | 4     | 012.30（6人）   | 10着 | 01:51.2（36.4）   | -1.1 | 0北村友一   | 58        | アポロケンタッキー     | 458         |
| 0000.12.29 | 大井   | 東京大賞典        | GI    | ダ2000m（重） | 14    | 6     | 9     | 094.30（6人）   | 07着 | 02:07.9（37.8）   | -2.1 | 0川田将雅   | 57        | アポロケンタッキー     | 459         |
| 2017.01.22 | 中京   | 東海S             | GII   | ダ1800m（良） | 16    | 8     | 15    | 070.3（11人）   | 05着 | 01:53.4（35.9）   | -0.2 | 0太宰啓介   | 57        | グレンツェント         | 460         |
| 0000.02.12 | 東京   | バレンタインS     | OP    | ダ1400m（良） | 16    | 6     | 12    | 007.00（4人）   | 13着 | 01:25.2（36.0）   | -1.2 | 0武豊       | 57        | ブラゾンドゥリス       | 464         |
| 0000.04.22 | 東京   | オアシスS         | OP    | ダ1600m（良） | 16    | 4     | 7     | 024.90（8人）   | 04着 | 01:35.9（35.7）   | -0.6 | 0横山典弘   | 57        | アルタイル             | 456         |
| 0000.06.10 | 東京   | アハルテケS       | OP    | ダ1600m（良） | 16    | 6     | 12    | 014.30（6人）   | 11着 | 01:37.4（35.9）   | -0.8 | 0横山典弘   | 57.5      | メイショウウタゲ       | 458         |
| 0000.07.16 | 中京   | 名鉄杯            | OP    | ダ1800m（良） | 15    | 7     | 14    | 010.50（4人）   | 05着 | 01:52.2（36.5）   | -0.3 | 0太宰啓介   | 57        | オウケンワールド       | 454         |
| 0000.09.17 | 中山   | ラジオ日本賞      | OP    | ダ1800m（不） | 16    | 7     | 14    | 014.60（6人）   | 02着 | 01:51.1（36.2）   | -0.1 | 0石橋脩     | 57        | センチュリオン         | 454         |
| 2018.07.15 | 中京   | 名鉄杯            | OP    | ダ1800m（良） | 15    | 6     | 12    | 015.80（7人）   | 10着 | 01:52.0（37.3）   | -2.9 | 0福永祐一   | 57        | ラインルーフ           | 460         |
| 0000.10.21 | 東京   | ブラジルC         | OP    | ダ2100m（良） | 16    | 8     | 16    | 044.2（13人）   | 13着 | 02:12.4（37.6）   | -2.0 | 0横山典弘   | 57        | ラインルーフ           | 458         |
| 0000.11.18 | 福島   | 福島民友C         | OP    | ダ1700m（良） | 15    | 3     | 5     | 051.2（12人）   | 05着 | 01:45.7（37.0）   | -0.6 | 0小崎綾也   | 57        | ヒラボクラターシュ     | 460         |
| 0000.12.28 | 阪神   | ベテルギウスS     | OP    | ダ1800m（良） | 16    | 5     | 9     | 018.4（10人）   | 06着 | 01:52.8（37.0）   | -0.3 | 0小崎綾也   | 57        | ロードアルペジオ       | 466         |
| 2019.01.20 | 中京   | 東海S             | GII   | ダ1800m（良） | 13    | 8     | 13    | 129.2（10人）   | 07着 | 01:51.8（36.4）   | -2.0 | 0小崎綾也   | 57        | インティ               | 462         |
| 0000.02.02 | 京都   | アルデバランS     | OP    | ダ1900m（稍） | 15    | 8     | 14    | 014.70（6人）   | 05着 | 01:57.9（36.5）   | -0.3 | 0川田将雅   | 57        | アングライフェン       | 462         |
| 0000.03.03 | 中山   | 総武S             | OP    | ダ1800m（重） | 14    | 7     | 11    | 008.80（4人）   | 02着 | 01:52.2（37.2）   | -0.0 | 0津村明秀   | 57        | マイネルオフィール     | 460         |
| 0000.06.22 | 函館   | 大沼S             | L     | ダ1700m（稍） | 14    | 6     | 9     | 023.50（8人）   | 09着 | 01:43.8（37.3）   | -1.8 | 0荻野極     | 57        | リアンヴェリテ         | 458         |
| 0000.07.07 | 函館   | マリーンS         | OP    | ダ1700m（良） | 14    | 5     | 7     | 043.4（10人）   | 03着 | 01:44.2（36.3）   | -0.9 | 0荻野極     | 57        | リアンヴェリテ         | 452         |
| 0000.09.15 | 中山   | ラジオ日本賞      | OP    | ダ1800m（良） | 11    | 5     | 5     | 013.70（6人）   | 04着 | 01:53.3（37.4）   | -0.3 | 0津村明秀   | 57        | ローズプリンスダム     | 464         |

## 血統表
| カゼノコの血統                 | カゼノコの血統                    | カゼノコの血統            | （血統表の出典）          | （血統表の出典）   |
| 父系                           | ミスタープロスペクター系          | ミスタープロスペクター系  | ミスタープロスペクター系  | [ § 2 ]            |
| 父 *アグネスデジタル 1997 栗毛 | 父の父Crafty Prospector 1979 栗毛 | Mr.Prospector             | Raise a Native            | Raise a Native     |
| 父 *アグネスデジタル 1997 栗毛 | 父の父Crafty Prospector 1979 栗毛 | Mr.Prospector             | Gold Digger               |                    |
| 父 *アグネスデジタル 1997 栗毛 | 父の父Crafty Prospector 1979 栗毛 | Real Crafty Lady          | In Reality                | In Reality         |
| 父 *アグネスデジタル 1997 栗毛 | 父の父Crafty Prospector 1979 栗毛 | Real Crafty Lady          | Princess Roycraft         |                    |
| 父 *アグネスデジタル 1997 栗毛 | 父の母Chancey Squaw 1991 鹿毛     | Chief's Crown             | Danzig                    | Danzig             |
| 父 *アグネスデジタル 1997 栗毛 | 父の母Chancey Squaw 1991 鹿毛     | Chief's Crown             | Six Crowns                |                    |
| 父 *アグネスデジタル 1997 栗毛 | 父の母Chancey Squaw 1991 鹿毛     | Allicance                 | Alleged                   | Alleged            |
| 父 *アグネスデジタル 1997 栗毛 | 父の母Chancey Squaw 1991 鹿毛     | Allicance                 | Runaway Bride             |                    |
| 母 タフネススター 1997 鹿毛    | 母の父ラグビーボール 1983 鹿毛    | *ナイスダンサー           | Northern Dancer           | Northern Dancer    |
| 母 タフネススター 1997 鹿毛    | 母の父ラグビーボール 1983 鹿毛    | *ナイスダンサー           | Nice Princess             |                    |
| 母 タフネススター 1997 鹿毛    | 母の父ラグビーボール 1983 鹿毛    | *ペルシアンテール         | Le Haar                   | Le Haar            |
| 母 タフネススター 1997 鹿毛    | 母の父ラグビーボール 1983 鹿毛    | *ペルシアンテール         | *ペルシアンプリンセス     |                    |
| 母 タフネススター 1997 鹿毛    | 母の母ユキノサクラ 1984 栗毛      | リードワンダー            | アローエクスプレス        | アローエクスプレス |
| 母 タフネススター 1997 鹿毛    | 母の母ユキノサクラ 1984 栗毛      | リードワンダー            | キクノホウラン            |                    |
| 母 タフネススター 1997 鹿毛    | 母の母ユキノサクラ 1984 栗毛      | ビーナスヤシマ            | *トピオ                   | *トピオ            |
| 母 タフネススター 1997 鹿毛    | 母の母ユキノサクラ 1984 栗毛      | ビーナスヤシマ            | *インズキー               |                    |
| 母系(F-No.)                    | インズキー(GB)系(FN:4-d)          | インズキー(GB)系(FN:4-d)  | インズキー(GB)系(FN:4-d)  | [ § 3 ]            |
| 5代内の近親交配                | Northern Dancer5×4＝9.38%         | Northern Dancer5×4＝9.38% | Northern Dancer5×4＝9.38% | [ § 4 ]            |
| 出典                           | 1. 2. 3. 4.                       | 1. 2. 3. 4.               | 1. 2. 3. 4.               | 1. 2. 3. 4.        |

父のアグネスデジタルは2000年から2003年にかけて、日本の中央競馬（JRA）・地方競馬、さらに海外（香港競馬）で、芝とダートのG1を勝った異色の名馬であった。種牡馬になって、2007年に最初の世代の産駒がデビューすると次々に重賞勝馬が出て、既に成功した種牡馬だった。しかしG1・Jpn1優勝馬はカゼノコが初めてとなった。
母のタフネススターは2001年にカブトヤマ記念に勝った馬で、当時所属していた藤岡範士厩舎唯一の重賞勝馬である。タフネススターはこのほか2002年の愛知杯、新潟大賞典、マーメイドステークスで2着になった。アグネスデジタルとは同世代だが、同じレースに出走したことはない。
全姉タフネスデジタル産駒にファストフラッシュ（笠松サマーカップ、金沢スプリングカップ2回）がいる。カゼノコの曾祖母ビーナスヤシマは、1968年に最良スプリンターを受賞したシェスキイの半妹である。また、同じくビーナスヤシマの半兄にあたるシェスタイムは1980年代のホッカイドウ競馬の名馬の一頭である。